# Apfelberg (Naturschutzgebiet, Landkreis Karlsruhe)
Der Apfelberg ist ein vom Regierungspräsidium Karlsruhe am 21. Dezember 1998 durch Verordnung ausgewiesenes Naturschutzgebiet auf dem Gebiet der Gemeinde Östringen im Landkreis Karlsruhe.

## Lage
Das Naturschutzgebiet liegt im Naturraum Kraichgau rund einen Kilometer südlich des Östringer Ortsteils Tiefenbach am rechten Talhang des Hainbachs. Es gehört vollständig zum FFH-Gebiet Nördlicher Kraichgau.

## Schutzzweck
Schutzzweck ist laut Schutzgebietsverordnung „der Erhalt eines charakteristischen Landschaftsausschnittes südlich von Tiefenbach mit seinen prägenden Stufenrainen, Heckenbereichen, Halbtrockenrasen und Streuobstwiesen. Die Lebensräume vieler, teilweise seltener und gefährdeter Tier- und Pflanzenarten sollen sichergestellt, langfristig erhalten und entwickelt werden.“